# 올든 리처즈
올든 리처즈(Alden Richards, 1992년 1월 2일~)는 캐나다의 배우이자 가수이다.